# Summer Britcher
Summer Britcher, född 21 mars 1994 i Baltimore, är en amerikansk rodelåkare.

## Karriär
Britcher tävlade för USA vid olympiska vinterspelen 2014 i Sotji, där hon slutade på 15:e plats i damernas singel. Vid olympiska vinterspelen 2018 i Pyeongchang slutade Britcher på 19:e plats i damernas singel. Hon var även en del av USA:s lag tillsammans med Chris Mazdzer, Matthew Mortensen och Jayson Terdiman som slutade på fjärde plats i lagstafetten.
Vid olympiska vinterspelen 2022 i Peking slutade Britcher på 23:e plats i damernas singel.